# Chagnon
Chagnon és un municipi francès situat al departament del Loira i a la regió d'Alvèrnia-Roine-Alps. L'any 2007 tenia 511 habitants.

## Demografia

### Població
El 2007 la població de fet de Chagnon era de 511 persones. Hi havia 165 famílies de les quals 28 eren unipersonals (8 homes vivint sols i 20 dones vivint soles), 40 parelles sense fills, 89 parelles amb fills i 8 famílies monoparentals amb fills.
La població ha evolucionat segons el següent gràfic:
Habitants censats

### Habitatges
El 2007 hi havia 203 habitatges, 175 eren l'habitatge principal de la família, 14 eren segones residències i 14 estaven desocupats. 191 eren cases i 11 eren apartaments. Dels 175 habitatges principals, 140 estaven ocupats pels seus propietaris, 25 estaven llogats i ocupats pels llogaters i 9 estaven cedits a títol gratuït; 13 tenien dues cambres, 19 en tenien tres, 55 en tenien quatre i 88 en tenien cinc o més. 144 habitatges disposaven pel capbaix d'una plaça de pàrquing. A 68 habitatges hi havia un automòbil i a 97 n'hi havia dos o més.

### Piràmide de població
La piràmide de població per edats i sexe el 2009 era:
| Homes | Edats   | Dones |
| ----- | ------- | ----- |
| 0     | 95 o +  | 0     |
| 0     | 90 a 94 | 0     |
| 4     | 85 a 89 | 4     |
| 0     | 80 a 84 | 0     |
| 0     | 75 a 79 | 12    |
| 12    | 70 a 74 | 4     |
| 8     | 65 a 69 | 0     |
| 4     | 60 a 64 | 4     |
| 0     | 55 a 59 | 4     |
| 24    | 50 a 54 | 20    |
| 16    | 45 a 49 | 16    |
| 12    | 40 a 44 | 8     |
| 28    | 35 a 39 | 24    |
| 16    | 30 a 34 | 20    |
| 8     | 25 a 29 | 12    |
| 8     | 20 a 24 | 4     |
| 16    | 15 a 19 | 8     |
| 16    | 10 a 14 | 8     |
| 24    | 5 a 9   | 16    |
| 28    | 0 a 4   | 36    |

## Economia
El 2007 la població en edat de treballar era de 324 persones, 260 eren actives i 64 eren inactives. De les 260 persones actives 244 estaven ocupades (138 homes i 106 dones) i 16 estaven aturades (5 homes i 11 dones). De les 64 persones inactives 19 estaven jubilades, 30 estaven estudiant i 15 estaven classificades com a «altres inactius».

### Ingressos
El 2009 a Chagnon hi havia 186 unitats fiscals que integraven 529,5 persones, la mediana anual d'ingressos fiscals per persona era de 18.080 €.

### Activitats econòmiques
Dels 16 establiments que hi havia el 2007, 1 era d'una empresa de fabricació d'altres productes industrials, 1 d'una empresa de construcció, 6 d'empreses de comerç i reparació d'automòbils, 1 d'una empresa de transport, 3 d'empreses de serveis, 3 d'entitats de l'administració pública i 1 d'una empresa classificada com a «altres activitats de serveis».
Dels 2 establiments de servei als particulars que hi havia el 2009, 1 era un guixaire pintor i 1 saló de bellesa.
L'any 2000 a Chagnon hi havia 27 explotacions agrícoles que ocupaven un total de 196 hectàrees.

## Equipaments sanitaris i escolars
El 2009 hi havia una escola elemental.

## Poblacions més properes
El següent diagrama mostra les poblacions més properes.